# فابيان روت
فابيان روت (بالألمانية: Fabian Roth)‏ هو لاعب كرة الريشة ألماني، ولد في 29 نوفمبر 1995 في كارلسروه في ألمانيا.

## وصلات خارجية
- فابيان روث على موقع BWF.tournamentsoftware.com (الإنجليزية)
- فابيان روث على موقع BWFbadminton.com (الإنجليزية)
- فابيان روث على موقع اللجنة الأولمبية الدولية (الإنجليزية)